# 브라이언 파머 (사회인류학자)
브라이언 찰스 윌리엄 파머(Brian Charles William Palmer, 1964년 ~ )는 웁살라 대학교의 종교학과 교수이자 사회인류학자이다.

## 전기
브루클린, 뉴욕 시에서 태어난 브라이언은 Stuyvesant에서 고등학교에서 졸업생 대표자로 나왔으며, 그리고 나중에 그는 박사 학위를 하버드 대학교에서 2000년에 논문을 받았고 2004년까지 교수로 지냈다. 2002년의  투표에서는 "하버드 최고의 강사"상을 받았다.

## 개인사
브라이언 파머는 현재 스톡홀름에서 살고 있고, 인디고 서원 보관됨 2008-12-19 - 웨이백 머신의 편집 위원이자 객원 교수이다. 8월 12일 금정고를 방문했고 8월 20일 부산진고를 방문,8월 24일 내성고, 2024년 8월 19일 경남외고를 방문하여 인문학 특강을 했다. 또한 2024년 8월 22일 부산국제중학교/고등학교를 방문하여 Brian C. W. Palmer 교수 특강을 진행했다.  